# Hynek Jeřábek
Hynek Jeřábek (* 31. prosince 1949 Praha) je český sociolog a vysokoškolský pedagog, který působí na Fakultě sociálních věd Univerzity Karlovy, rovněž přednáší na Fakultě filozofické Západočeské univerzity v Plzni a Cevro Institutu.

## Život
V Praze, kde se narodil, také vystudoval sociologii na Filozofické fakultě Univerzity Karlovy. Ještě v době studií pracoval jako odborný asistent ve Výzkumném ústavu obchodu, odbor spotřeby a trhu na oddělení dlouhodobých prognóz. Titul PhDr. získal v roce 1975 za svoji práci Metodologické problémy měření potřeb z hlediska dlouhodobých prognóz vývoje společnosti. Vědeckou hodnost kandidáta věd obdržel roku 1986 za práci s názvem Metody měření v sociologii. Už v této době působil jako vědecký pracovník na Sociologickém ústavu Akademie věd České republiky, kde pracoval až do roku 1990.
Od 90. let 20. století začal přednášet na druhé nejmladší fakultě Univerzity Karlovy, Fakultě sociálních věd (FSV UK). V průběhu zaměstnání se stal nejdříve Docentem a v roce 2009 ho prezident republiky jmenoval profesorem. Mezi léty 2009 a 2011 působil také jako předseda (2009 - 2010) a později místopředseda (2010 - 2011) Masarykovy české sociologické společnosti.  Od roku 2002 také začal příležitostně působit na Západočeské univerzitě v Plzni, s přednáškami základů sociologie či metod terénního výzkumu. V roce 2003 se stal ředitelem Institutu sociologických studií FSV UK. Vedoucím katedry sociologie Fakulty filozofické Západočeské univerzity v Plzni byl jmenován v roce 2009.
Se svou manželkou Miroslavou má dva syny Martina a Jakuba, z nichž první jmenovaný rovněž přednáší na FSV UK. Žije v Hořovicích, kde se v roce 2010 stal členem zastupitelstva.

## Dílo
Zabývá se především metodologií, historií sociologického výzkumu, komunikačním výzkumem a solidární pomocí. Ve svých pracích se také věnuje například vědeckým metodám zakladatele moderní empirické sociologie Paula Lazarsfelda.
- Paul Lazarsfeld a počátky komunikačního výzkumu (1997): kniha popisuje životní osud rakousko-amerického sociologa židovského původu, který byl jednou z klíčových postav americké sociologie. Dále se publikace věnuje jeho vědeckému dílu a zaměřuje se hlavně na výzkumy prostředků hromadného sdělování. V knize také lze nalézt kompletní bibliografii Paula Lazarsfelda.
- Mezigenerační solidarita v péči o seniory (2013): kolektiv autorů se v knize zabývá rodinnou péčí o seniory, jejími motivy a dopady na život rodin. Poukazuje na modely mezigenerační solidarity užívané ve světě. Vše je doplněno testováním vlastních měřících škál pro zjišťování mezigenerační solidarity a měření rodinné soudržnosti v českých rodinách. Tématem několika dalších kapitol je srovnání rodinné a institucionální péče o seniory.
- Slavné sociologické výzkumy 1899–1949 (2014): Hynek Jeřábek v této publikaci nahlíží na dějiny sociologie jako na vývoj sociologických teorií či vývoj výzkumných projektů. Zmiňuje taktéž ignoraci empirických výzkumů, ale i následné uznání empirické sociologie a její začlenění do akademické sociologie. Soustřeďuje pozornost na ty výzkumy, na nichž bylo možno transparentně ukázat postupný vývoj a pokroky výzkumné metodologie. Kniha čtenáře seznamuje s šestnácti slavnými a osmi mimořádnými výzkumy první poloviny dvacátého století, jako byl například rakouský Marienthal či americký Middletown.